# Bindo Galli
Bindo Galli (Mantova, 23 ottobre 1871 – Ostiglia, 26 giugno 1952) è stato un magistrato e politico italiano.

## Biografia
Entrato in magistratura nel 1896 ha percorso tutta la carriera fino a diventare primo presidente della Corte d'appello di Genova. Nel 1920 ha diretto il dipartimento giustizia presso la commissione interalleata per l'alta Slesia. Nel 1934 ha presieduto la corte suprema del plebiscito della SAAR. Insigne giurista di sentimenti tendenzialmente antifascisti, dopo l'8 settembre 1943 rifiuta di aderire alla Repubblica Sociale Italiana. Frettolosamente dichiarato decaduto dall'Alta Corte di Giustizia per le Sanzioni contro il Fascismo con sentenza del 29 marzo 1946 la sua figura viene difesa dal Comitato di liberazione nazionale di Mantova e la decisione viene annullata il successivo 24 giugno.